# Carl Becker (Militärmaler)
Carl Becker (* 29. Januar 1862 in Karlsruhe; † vor 1935 in Gengenbach) war ein deutscher Porträt- und Genremaler sowie Illustrator für Militärkunst.

## Leben
Becker studierte an der Großherzoglich Badischen Kunstschule Karlsruhe Malerei bei Karl Heinrich Hoff dem Älteren. Als Militärmaler war er anfangs in Berlin, ab 1899 in München tätig. 1894 schuf er zusammen mit Karl Kehr (1866–1919) und Friedrich Kallmorgen das Panorama Erstürmung von Nuits. Ab 1919 lebte er in Gengenbach bei Offenburg in Baden. Becker war Mitarbeiter der Illustrirten Zeitung in Leipzig.

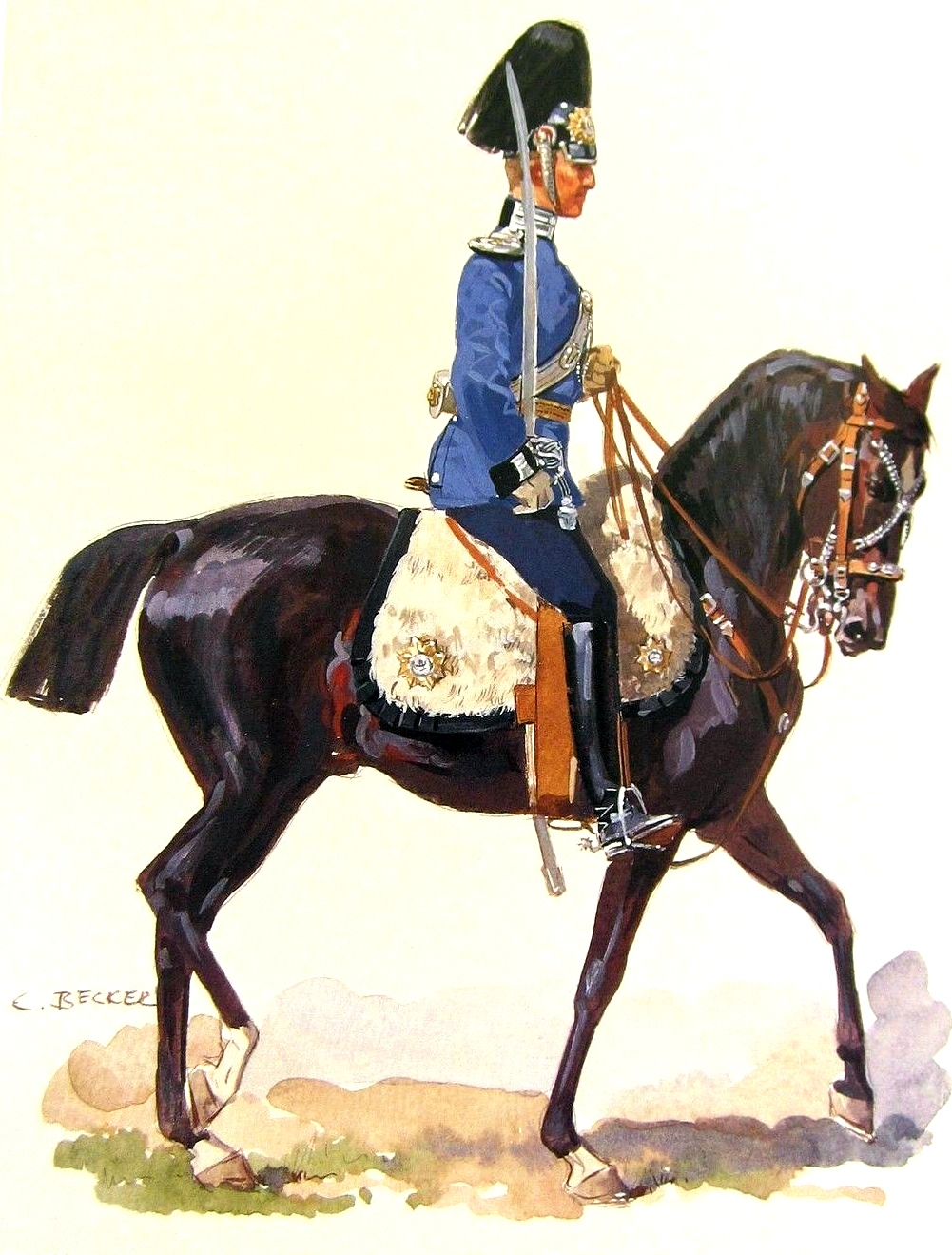
Leutnant des 2. Großherzoglich Mecklenburgischen Dragoner-Regiments Nr. 18 in Paradeuniform zu Pferde
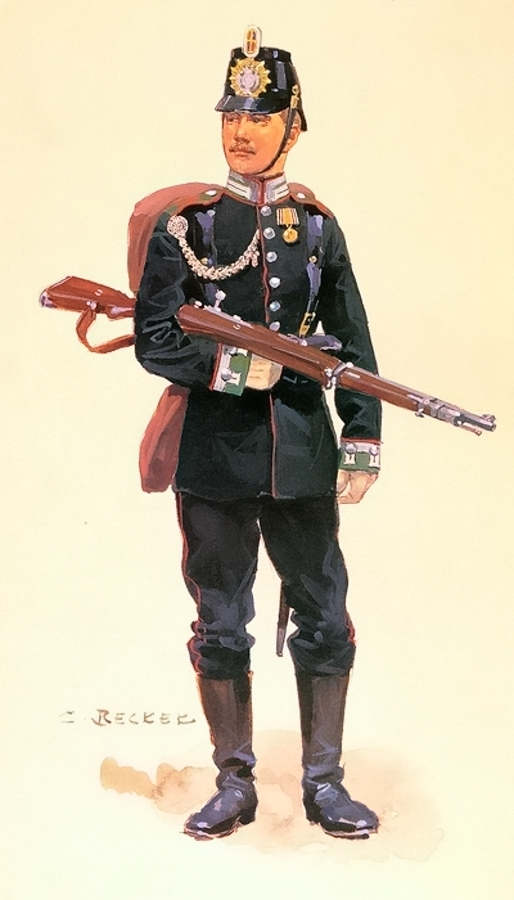
Jäger des Großherzoglich Mecklenburgischen Jäger-Bataillon Nr. 14
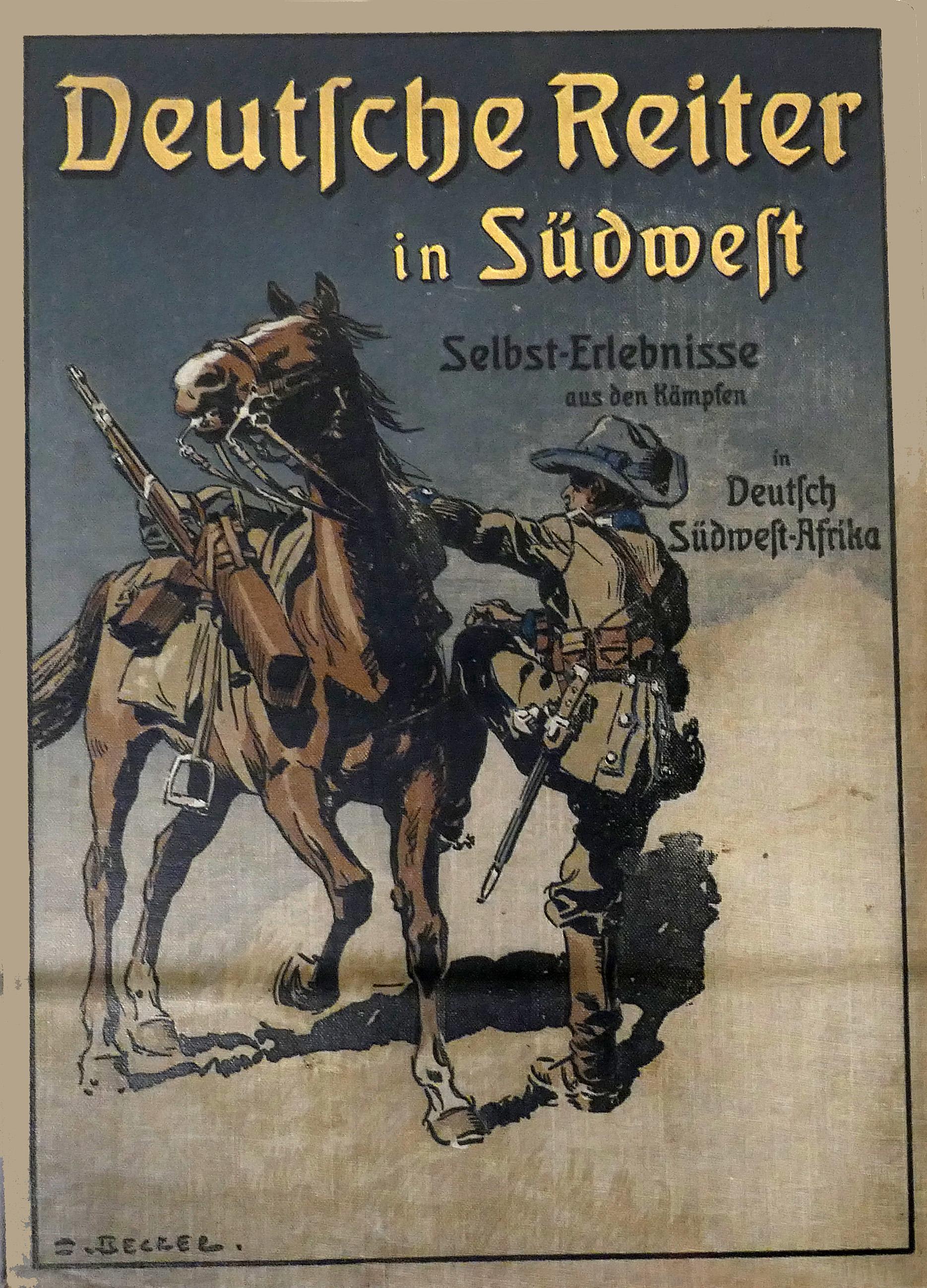
Buchtitel zu Friedrich von Dincklage-Campe (Hrsg.): Deutsche Reiter in Südwest. Selbst-Erlebnisse aus den Kämpfen in Deutsch Südwest-Afrika, 1909